# Cirrhilabrus punctatus
Cirrhilabrus punctatus Randall & Kuiter, 2003 è un pesce d'acqua salata appartenente alla famiglia Labridae.

## Distribuzione e habitat
Proviene dalle barriere coralline dell'oceano Pacifico; è stato localizzato in Australia, Tonga, Figi e Nuova Guinea. Nuota a profondità non particolarmente elevate (2–32 m) nelle zone ricche di coralli e detriti.

## Descrizione
Presenta un corpo compresso lateralmente, allungato e non particolarmente alto, con la testa dal profilo piuttosto appuntito. La pinna dorsale e la pinna anale sono basse e lunghe, la pinna caudale non è biforcuta ma ha il margine arrotondato; le pinne pelviche sono allungate, in particolare nei maschi adulti. Non supera i 13 cm. La colorazione è abbastanza variabile, ma sono sempre presenti delle piccole macchie pallide quasi su tutto il corpo. Il peduncolo caudale ha sempre una piccola macchia nera eccetto che nei maschi adulti.
Le femmine sono rosa o rossastre, con le pinne rosse e una macchia scura sulla pinna dorsale.
I maschi adulti, più vivacemente colorati, variano dal rosso al viola e al verde, spesso con sfumature bluastre o giallastre. La pinna dorsale e la pinna anale sono in parte rosse.

## Conservazione
Viene classificato come "a rischio minimo" (LC) dalla lista rossa IUCN perché nonostante venga catturato per essere tenuto negli acquari è una specie comune ed è diffuso in alcune aree marine protette.